# Ярославский зоопарк
Яросла́вский зоопа́рк — крупнейший по занимаемой площади зоопарк России. Ярославский зоопарк — первый в России и странах СНГ зоопарк ландшафтного типа, расположенный в Заволжском районе Ярославля, вблизи Смоленского бора.
Официально открыт 20 августа 2008 года в рамках подготовки к 1000-летию Ярославля. Общая площадь зоопарка составила более 67 гектаров, на день открытия было освоено около 14, коллекция тогда содержала более 450 экземпляров животных более чем 200 видов.
По состоянию на лето 2018 года зоопарк занимал 120 гектаров земли, на которой разместилось более чем 1000 видов общей численностью 3300 особей. За первое полугодие этого года его посетило почти 150 тысяч человек.
В зоопарке есть «контактный» участок, где можно поближе познакомиться с некоторыми животными. Открыт работающий круглый год демонстрационно-учебный центр «Ковчег», где юные посетители могут подружиться с безобидными видами животных и лучше их узнать.
Директор зоопарка с момента основания — Теймураз Кукуриевич Бараташвили.

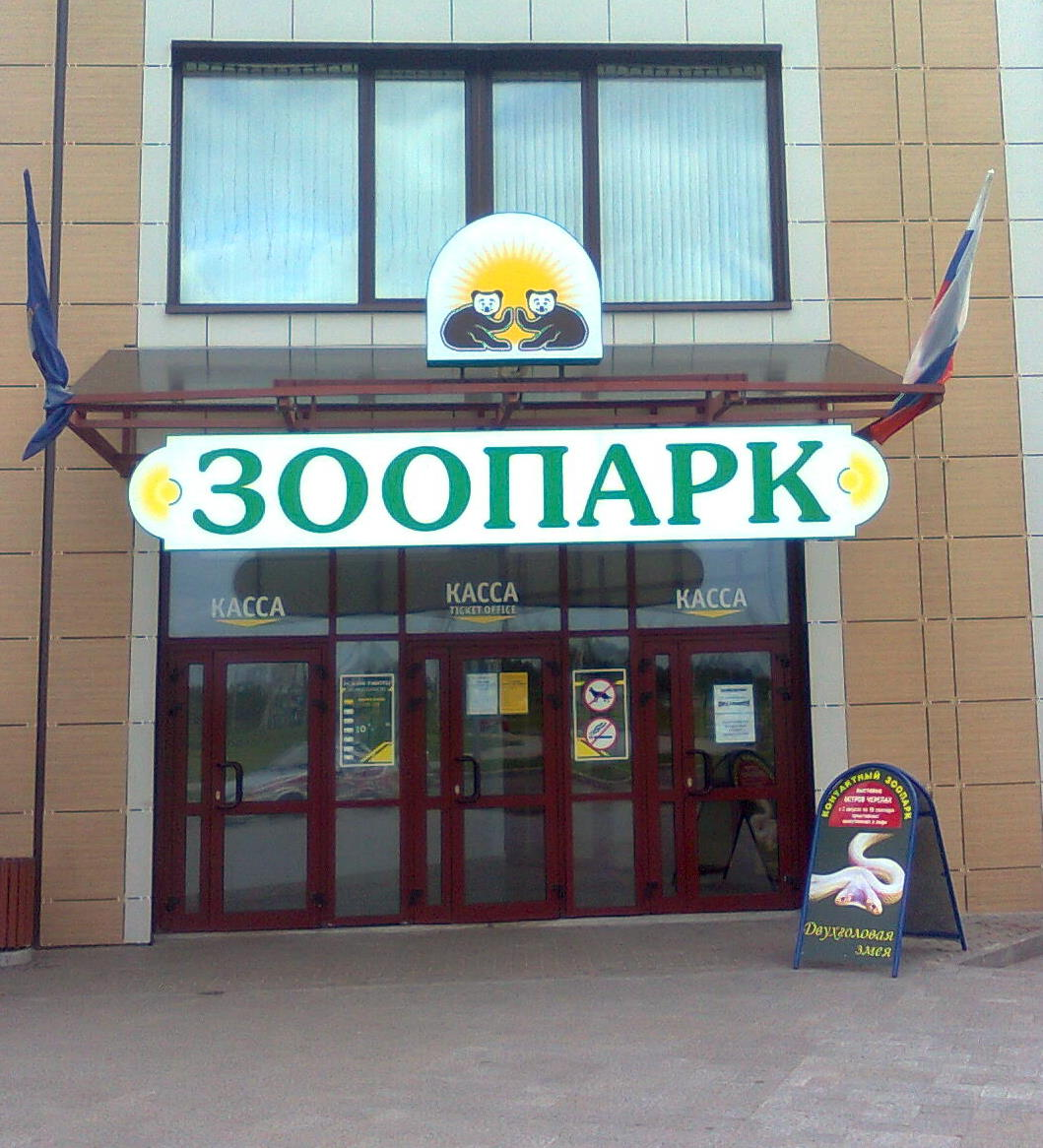
Вход в зоопарк
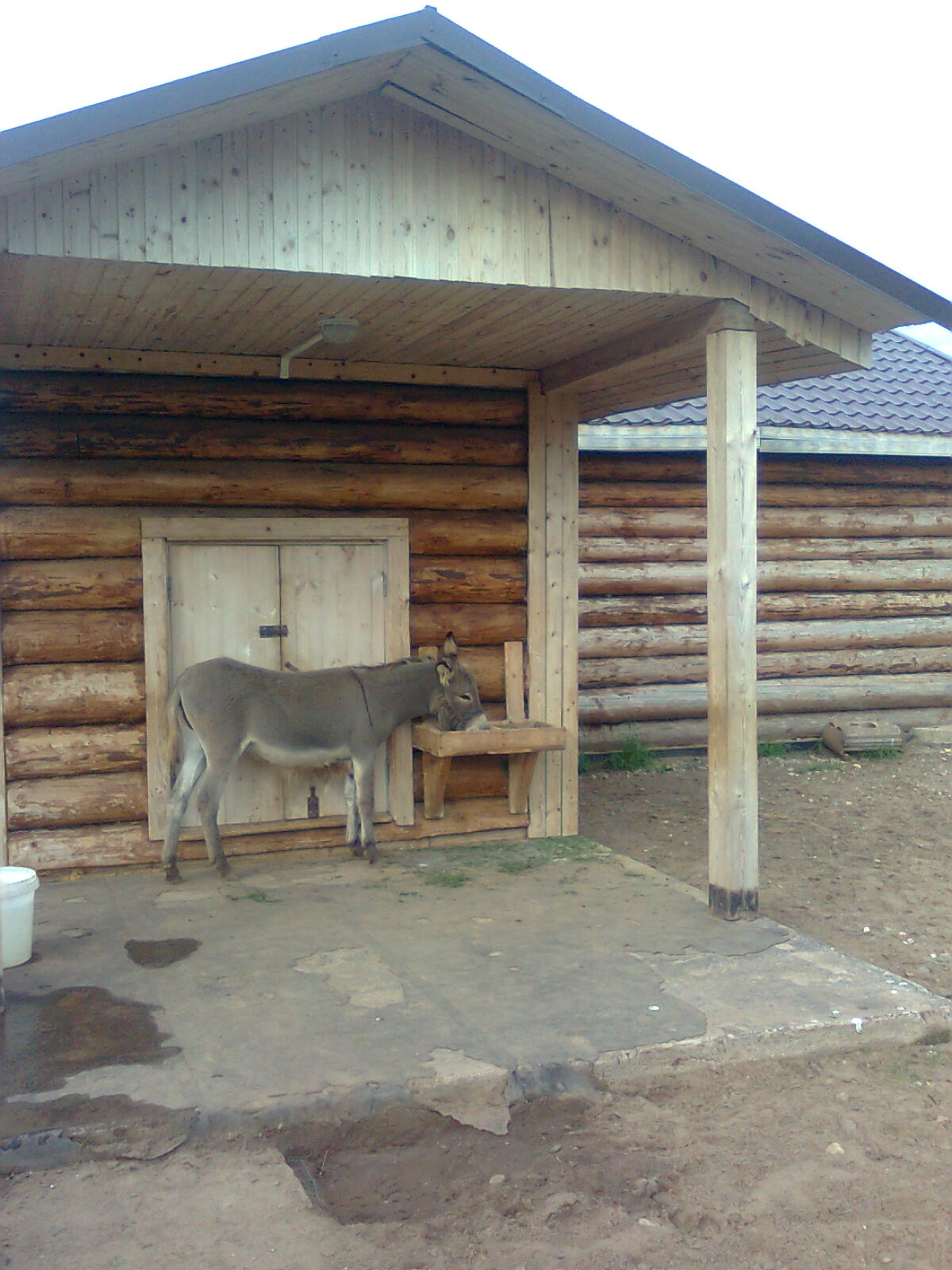
Осёл
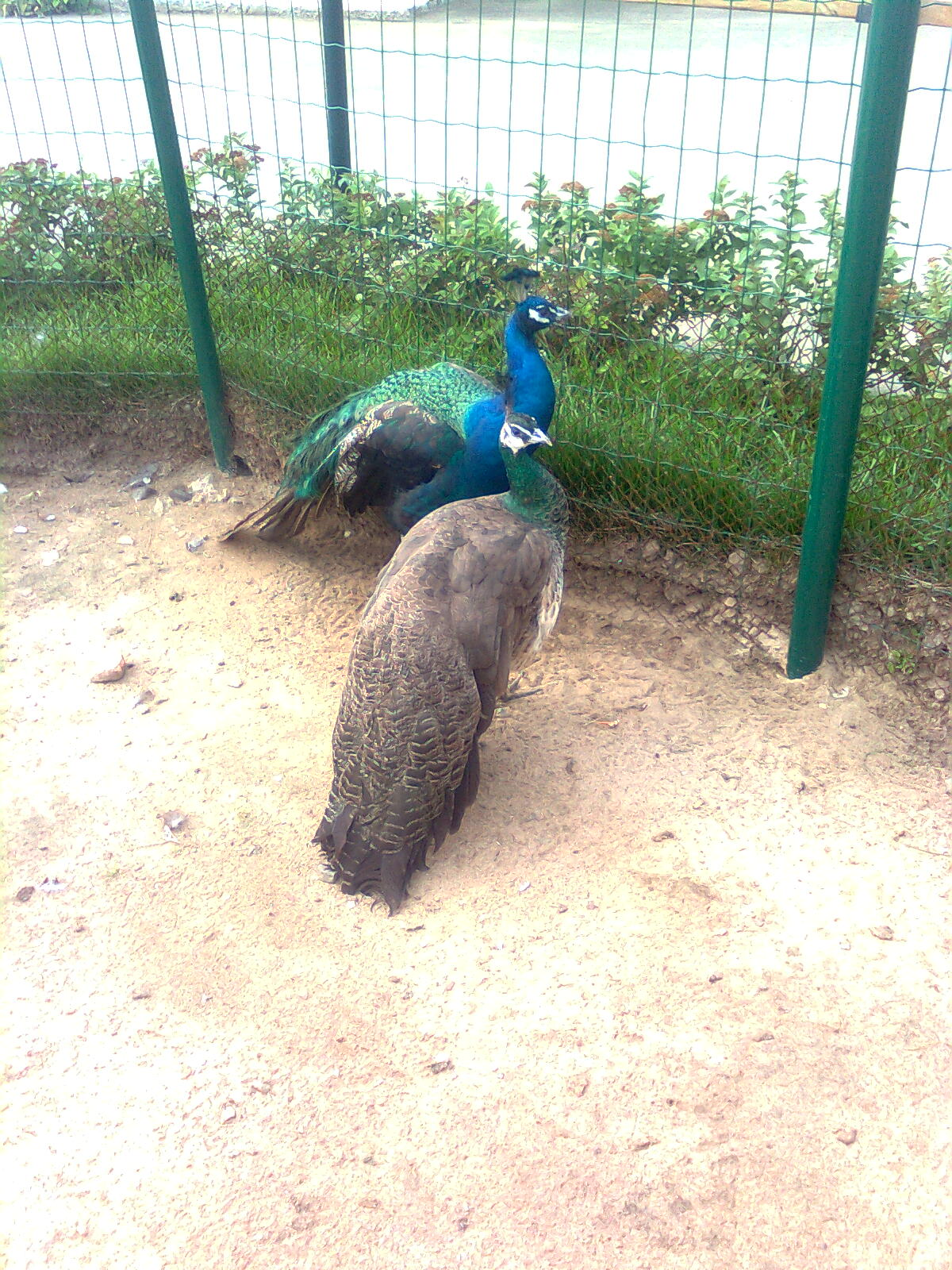
Два павлина